# The Testament of Sister New Devil
 (janvier 2023).
Si vous disposez d'ouvrages ou d'articles de référence ou si vous connaissez des sites web de qualité traitant du thème abordé ici, merci de compléter l'article en donnant les références utiles à sa vérifiabilité et en les liant à la section « Notes et références ».
The Testament of Sister New Devil (新妹魔王の契約者, Shinmai Maō no Tesutamento, litt. Le testament de la sœur démone née) est une série de light novels écrite par Tetsuto Uesu et illustrée par Nekosuke Ōkuma. Elle est publiée entre 2012 et 2018 par l'éditeur Kadokawa Shoten et douze tomes sont commercialisés. Une première adaptation en manga par Kashiwa Miyako est publiée entre 2013 et 2017 dans le magazine Monthly Shōnen Ace, et une seconde par Tetsuto Uesu entre 2014 et 2016 dans le magazine Young Animal Arashi. Une adaptation en série télévisée d'animation produite par le studio Production IMS est diffusée initialement entre janvier et mars 2015 sur Tokyo MX au Japon et en simulcast par Crunchyroll dans les pays francophones. Une seconde saison est diffusée entre octobre et décembre 2015.

## Synopsis
L’histoire nous entraîne dans le quotidien ecchi de Toujo Basara, qui se retrouve à vivre avec deux belles-sœurs, à la suite du remariage de son père. Cependant, les sœurs Mio et Maria, sont en réalité de jeunes Démons. L’une est la Démon-Reine et l’autre un succube. Mais Basara fait partie du clan des Héros, qui est l’ennemi naturel des Démons. Et un incident conduit Basara au rang de Maître de Mio. Malheureusement, la vie de l’adolescent est loin d’être de tout repos puisque Mio est poursuivie par les autres tribus de Démons et les clans des Héros.

## Personnages

### Personnages principaux
Basara Tōjō (東城 刃更, Tōjō Basara)
C'est un des personnages principaux. Il a 15 ans. Dans l'anime, il a les cheveux bruns et les yeux verts. Il était un membre du clan des Héros. Il vivait seul avec son père jusqu'au jour où celui-ci lui apprend qu'il s'est remarié et qu'il va avoir deux sœurs. Ces deux sœurs sont Mio Naruse, Maria Naruse. Son père est Jin Tōjō, surnommé le "dieu de la guerre" et on apprend qu'il a deux mères.
Mio Naruse (成瀬 澪, Naruse Mio)
C'est un des personnages principaux féminins. Elle est la fille du précédent roi-démon Wilbert. Ses parents adoptifs ont été tués par Zolgear, qui veut obtenir le pouvoir que Mio a obtenu de son vrai père. Elle va faire un contrat maître-serviteur avec Basara.
Yuki Nonaka (野中 柚希, Nonaka Yuki)
C'est un des personnages principaux féminins. Amie d’enfance de Basara, elle vient du village des héros. Elle aussi fait un contrat avec Basara.
Maria Naruse (成瀬 万理亜, Naruse Maria)
C'est un des personnages principaux féminins. Succube, elle a sauvé Mio lorsque ses parents adoptifs sont morts. Elle trahira cependant Mio et Basara quand Zolgear enferma sa mère en la menaçant de la tuer. Mais elle reviendra ensuite vers les autres, auxquels elle tient beaucoup. C'est à cause d'elle que la plupart des scènes ecchi ont lieu.

### Démons
Yahiro Takigawa (滝川 八尋(ラース), Takigawa Yahiro) / Lars (ラルス, Rarusu)
Zest (ゼスト, Zesuto)
Zolgear (ゾルギア, Zorugia)
Wilbert (Wilberto)
Leohart (レオハート, Reohāto)
Valgar/Varga

### Clan des héros
Kurumi Nonaka (野中 胡桃, Nonaka Kurumi)
Elle est la petite sœur de Yuki.
Takashi Hayase (早瀬 高志, Hayase Takashi)
Shiba Kyōichi (芝恭一, Kyōichi Shiba)

### Autres
Jin Tōjō (東城 迅, Tōjō Jin)
Père de Basara Tojo, chez les démons, on le surnomme le dieu de la Guerre. Il est très puissant.
Chisato Hasegawa (長谷川 千里, Hasegawa Chisato)
Infirmière à l'école de Basara, elle l'aidera une fois, quand il sera en danger.

## Light novel
La série de light novels est écrite par Tetsuto Uesu avec des illustrations de Nekosuke Ōkuma. Le premier tome est publié le 29 septembre 2012. La série compte un total de douze tomes principaux et deux tomes bonus nommés Light! et Sweet!.

## Manga
Une adaptation en manga dessinée par Kashiwa Miyako est prépubliée à partir du 25 mai 2013 dans le magazine Monthly Shōnen Ace. Le premier volume relié est publié le 26 octobre 2013 et la série comporte un total de neuf tomes. La version française est publiée par Delcourt à partir de juillet 2015.
Un second manga, intitulé The Testament of Sister New Devil - Storm (新妹魔王の契約者・嵐！, Shinmai Maō no Testament: Arashi!) et dessiné par Fumihiro Kiso, est prépublié à partir du 7 février 2014 dans le magazine Young Animal Arashi. Le premier volume relié est publié par Hakusensha le 29 septembre 2014 et la série compte un total de cinq tomes. La série est publiée en France par Delcourt depuis le 5 juillet 2017.

### Liste des volumes

#### The Testament of Sister New Devil
| no | Japonais          | Japonais          | Français         | Français          |
| no | Date de sortie    | ISBN              | Date de sortie   | ISBN              |
| --- | ----------------- | ----------------- | ---------------- | ----------------- |
| 1 | 26 octobre 2013   | 978-4-04-120879-3 | 1er juillet 2015 | 978-2-7560-6788-9 |
| Liste des chapitres : - Promesse 1 : Technique d'invasion des demi-sœurs - Promesse 2 : La reine des démons et le héros - Promesse 3 : Serment d’allégeance - Promesse 4 : Entre retrouvailles et confiance, 1re partie - Promesse 5 : Entre retrouvailles et confiance, 2e partie              |                   |                   |                  |                   |
| 2 | 26 février 2014   | 978-4-04-121039-0 | 7 octobre 2015   | 978-2-7560-6792-6 |
| Liste des chapitres : - Promesse 6 : Ennemis et alliés - Promesse 7 : Jusqu'à ce que tu ne sois plus triste, 1re partie - Promesse 8 : Jusqu'à ce que tu ne sois plus triste, 2e partie - Promesse 9 : Jusqu'à ce que tu ne sois plus triste, 3e partie - Promesse 10 : Ce que je veux protéger |                   |                   |                  |                   |
| 3 | 26 août 2014      | 978-4-04-101902-3 | 6 janvier 2016   | 978-2-7560-7657-7 |
| Liste des chapitres : - Promesse 11 : Attaque matinale démoniaque - Promesse 12 : Malgré les sentiments grandissants - Promesse 13 : Face à la haine - Promesse 14 : Après l’allégeance et la confiance                                                                                         |                   |                   |                  |                   |
| 4 | 26 décembre 2014  | 978-4-04-101907-8 | 6 avril 2016     | 978-2-7560-7658-4 |
| 5 | 26 mars 2015      | 978-4-04-102789-9 | 6 juillet 2016   | 978-2-7560-7659-1 |
| 6 | 26 septembre 2015 | 978-4-04-102790-5 | 30 novembre 2016 | 978-2-7560-8281-3 |
| 7 | 26 janvier 2016   | 978-4-04-102792-9 | 4 janvier 2017   | 978-2-7560-8676-7 |
| 8 | 26 août 2016      | 978-4-04-104535-0 | 29 mars 2017     | 978-2-7560-8677-4 |
| 9 | 25 juillet 2017   | 978-4-04-104536-7 | 3 janvier 2018   | 978-2-7560-9765-7 |

#### The Testament of Sister New Devil - Storm
| no | Japonais          | Japonais          | Français       | Français          |
| no | Date de sortie    | ISBN              | Date de sortie | ISBN              |
| -- | ----------------- | ----------------- | -------------- | ----------------- |
| 1  | 29 septembre 2014 | 978-4-59-214038-2 | 5 juillet 2017 | 978-2-75-609766-4 |
| 2  | 27 février 2015   | 978-4-59-214039-9 | 4 octobre 2017 | 978-2-75-609767-1 |
| 3  | 26 septembre 2015 | 978-4-59-214040-5 | 3 janvier 2018 | 978-2-75-609768-8 |
| 4  | 29 janvier 2016   | 978-4-59-214093-1 | 4 juillet 2018 | 978-2-75-609898-2 |
| 5  | 29 août 2016      | 978-4-59-214094-8 | 4 juillet 2018 | 978-2-41-300865-1 |

## Anime
L'adaptation en série télévisée d'animation est annoncée en mars 2014 dans le magazine Monthly Dragon Age. Celle-ci est produite au sein du studio Production IMS avec une réalisation de Hisashi Saito et un scénario de Takao Yoshioka. Elle est diffusée initialement à partir du 7 janvier 2015 sur Tokyo MX. Un épisode OVA est sorti avec le huitième light novel commercialisé en juin 2015.
Une seconde saison est annoncée en mars 2015. Intitulée BURST, celle-ci est diffusée du 9 octobre au 11 décembre 2015. Un épisode OAV est ensuite commercialisé. Un nouvel OAV est prévu pour mars 2018.
Dans les pays francophones, la série est diffusée en simulcast par Crunchyroll.

### Liste des épisodes

#### Saison 1
| No | Titre en français                                   | Titre original                                                                           | Date de 1re diffusion |
| -- | --------------------------------------------------- | ---------------------------------------------------------------------------------------- | --------------------- |
| 1  | Le jour où j'ai eu des petites sœurs                | 妹ができた日 Imōto ga dekita hi                                                          | 7 janvier 2015        |
| 2  | Le premier pacte d'allégeance                       | 初めての主従契約 Hajimete no shujū keiyaku                                               | 14 janvier 2015       |
| 3  | Les retrouvailles et le fossé de la confiance       | 再会と信頼の狭間 Saikai to shinrai no hazama                                             | 21 janvier 2015       |
| 4  | Jusqu'à ce que le chagrin disparaisse               | 悲しみがゼロになるまで Kanashimi ga zero ni naru made                                    | 28 janvier 2015       |
| 5  | Une petite sœur reine-démon sans pareille au réveil | 朝の妹の魔王無双 Asa no imōto no maō musō                                                | 4 février 2015        |
| 6  | De puissants sentiments                             | 募る思いを抱えて Tsunoru omoi o kakaete                                                  | 11 février 2015       |
| 7  | Au-delà de l'amour et de la haine                   | 恩讐の果てに Onshū No hate ni                                                            | 18 février 2015       |
| 8  | Un succube pervers hors de contrôle                 | 暴走のエロサキュバス Bōsō no erosakyubasu                                                | 25 février 2015       |
| 9  | Mérites et défauts de l'allégeance                  | 主従の功罪 Shujū no kōzai                                                                | 4 mars 2015           |
| 10 | Une affligeante trahison                            | 哀切なる背信 Aisetsunaru haishin                                                         | 11 mars 2015          |
| 11 | Espionnage... ce qui attend au bout de la route     | 諜報者（エスピオナージ）…その先にあるもの Chōhō-sha (esupionāji)... Sono sakini aru mono | 18 mars 2015          |
| 12 | Pour cette nuit, pour cet instant                   | この夜、このときのために Kono yoru, kono toki no tame ni                                 | 25 mars 2015          |

#### Saison 2
| No       | Titre en français                              | Titre original                                                     | Date de 1re diffusion |
| -------- | ---------------------------------------------- | ------------------------------------------------------------------ | --------------------- |
| 1        | Ce que je peux faire pour toi                  | あなたの為にできる事を Anatanotameni dekiru koto o                 | 9 octobre 2015        |
| 2        | Des soupçons et des mystères grandissants      | 深まる疑惑と謎の中で Fukamaru giwaku to nazo no naka de            | 16 octobre 2015       |
| 3        | Des Sentiments inébranlables, avec toi         | 譲れない想いを君と Yuzurenai omoi o kimi to                        | 23 octobre 2015       |
| 4        | Cernés par un enchevêtrement d'ambitions       | 譲れない想いを君と Karamiau omowaku no naka de                     | 30 octobre 2015       |
| 5        | Ballottés par le vent du champ de bataille     | 吹き抜ける戦場の風の中を Fukinukeru senjō no kaze no naka o        | 6 novembre 2015       |
| 6        | Entre vérité personnelle et réalité            | 己の真実と現実の狭間で Onore no shinjitsu to genjitsu no hazama de | 13 novembre 2015      |
| 7        | Dans un enchevêtrement d'ambition et de désirs | 絡み合う思惑と欲望の狭間で Karamiau omowaku to yokubō no hazama de | 20 novembre 2015      |
| 8        | Ceux qui se battent pour l'avenir              | 未来へと挑む者たち Mirai e to idomu-sha-tachi                      | 27 novembre 2015      |
| 9        | Au bout d'un beau rêve                         | 見果てぬ夢のその先に Mihatenuyume no sono sakini                   | 4 décembre 2015       |
| 10       | Les conséquences d'une volonté à exaucer       | 果たすべき意思の後先終 Hatasubeki ishi no atosaki tsui             | 11 décembre 2015      |
| 11 (OAV) | Pas de traduction officielle                   |                                                                    | 26 janvier 2016       |

### Musique
| Générique | Épisodes          | Début              | Début                        | Fin         | Fin            |
| Générique | Épisodes          | Titre              | Artiste                      | Titre       | Artiste        |
| --------- | ----------------- | ------------------ | ---------------------------- | ----------- | -------------- |
| 1         | Saison 1 : 1 – 12 | Blade of Hope      | sweet ARMS                   | Still Sis   | Kaori Sadohara |
| 2         | Saison 2 : 1 – 10 | Over The Testament | Metamorphose ft. Yoko Ishida | Temperature | Dual Flare     |